# Medalha Carl Hermann
A Medalha Carl Hermann (em alemão:  Carl-Hermann-Medaille) é a mais significativa condecoração na área da cristalografia concedida pela Deutsche Gesellschaft für Kristallographie. É denominada em memória de Carl Hermann.

## Recipientes
- 1996 Gerhard Bormann
- 1997 Hartmut Bärnighausen
- 1998 Siegfrid Haussühl
- 1999 George Sheldrick
- 2000 Heinz Jagodzinski
- 2001 Theo Hahn, Hans Wondratschek
- 2002 Friedrich Liebau
- 2003 Hans-Joachim Bunge
- 2004 Wolfram Saenger
- 2005 Peter Paufler
- 2007 Werner Fischer
- 2008 Hans Burzlaff
- 2009 Armin Kirfel
- 2010 Wolfgang Jeitschko
- 2011 Gernot Heger
- 2013 Emil Makovicky
- 2014 Axel Thomas Brünger
- 2015 Peter Luger
- 2016 Hartmut Fueß
- 2017 Wolfgang Neumann
- 2018 Walter Steurer
- 2019 Georg E. Schulz